# 加賀笠間站

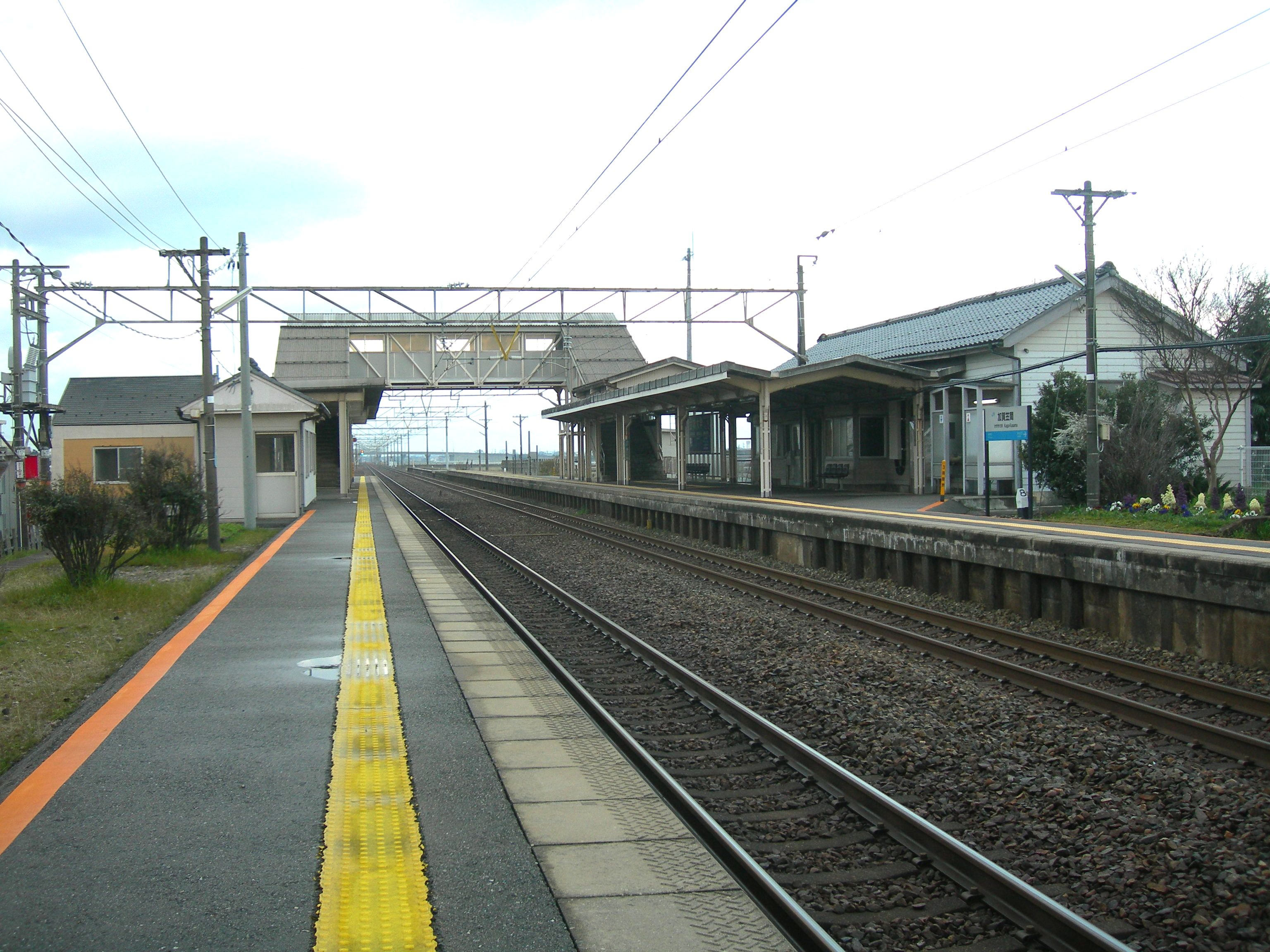
月台(2009年3月)

加賀笠間站（日语：／ Kaga-Kasama eki */?）是位於石川縣白山市笠間町，屬於IR石川鐵道的IR石川鐵道線車站。站名稱取自地名，但是由於國鐵時代已經設有水戶線笠間站（茨城縣笠間市），因此站名冠上舊國名。

## 車站構造

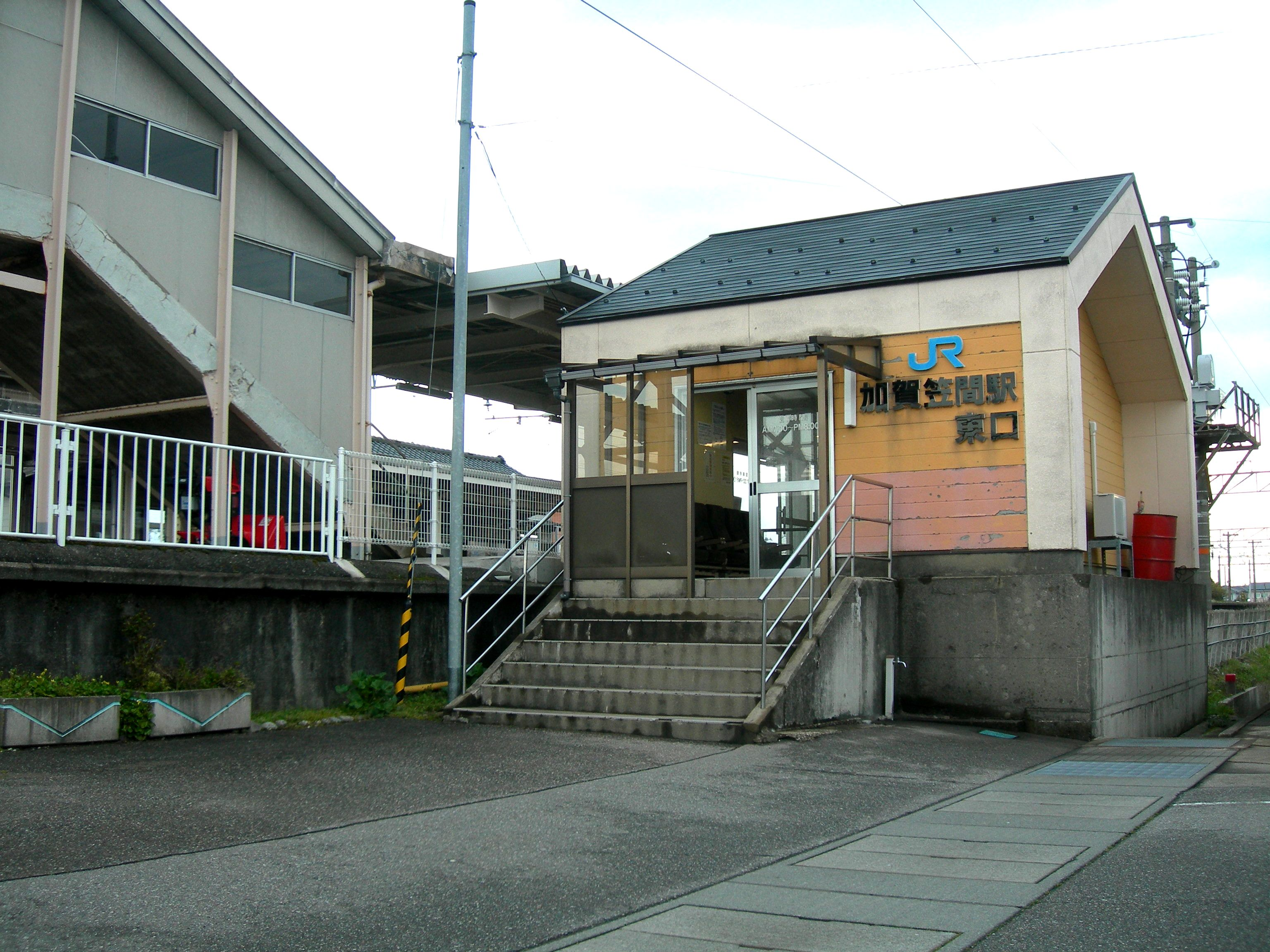
已拆卸的東出口

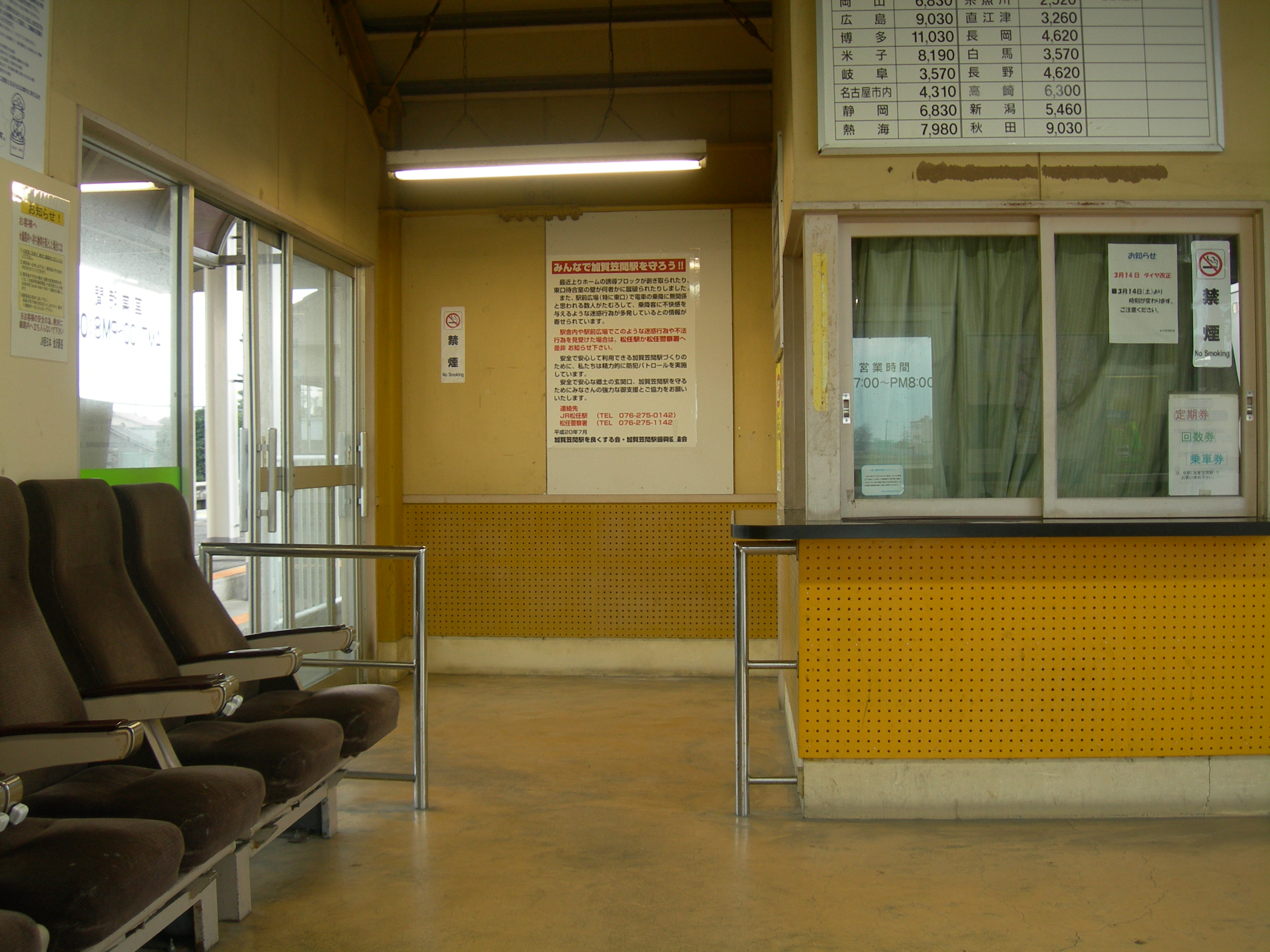
已拆卸的東出口內的候車室

本站為地面木造的站房，位於現時西口。車站東邊地區為大型新興住宅區，於舊3號月台遺址的東出口設有站房。在東出口候車室中曾經設有來自特急列車的長椅，這些都在車站重建時撤走。
本站轉交至IR石川鐵道管理前是由金澤站管理的簡易委託車站。設有POS終端。車站業務委托「加賀笠間站振興協議會」志願團體負責。IR接管後，改為完全無人化車站。

### 月台
設有2面2線的相對式月台。曾經此站設有2面3線的混合式月台，而上行線設有待避線，後來該線的路軌已經撤走，形成現時的構造。月台之間設有跨線橋連接。
| 月台 | 路線          | 上下行 | 方向           |
| ---- | ------------- | ------ | -------------- |
| 1    | ■IR石川鐵道線 | 下行   | 金澤方向       |
| 2    | ■IR石川鐵道線 | 上行   | 小松、福井方向 |

## 歷史
- 1923年8月1日：國有鐵道北陸本線美川站至松任站之間新設此站（一般車站）。
- 1963年11月1日：終止貨物起卸業務，改為客運車站。
- 1971年10月1日：終止行李起卸業務。
- 1987年4月1日：隨國鐵分割民營化，車站由西日本旅客鐵道（JR西日本）營運。
- 2017年4月15日：此站可以使用ICOCA[3][4]。
- 2024年3月16日：隨北陸新幹線延伸至敦賀，車站改由IR石川鐵道營運，完全無人化。

## 使用狀況
根據「石川縣統計書」和「白山市統計書」，以下列出近年1日平均乘車人次：
| 年度   | 1日平均 乘車人次 |
| ------ | ---------------- |
| 1996年 | 1,284            |
| 1997年 | 1,212            |
| 1998年 | 1,194            |
| 1999年 | 1,135            |
| 2000年 | 1,141            |
| 2001年 | 1,237            |
| 2002年 | 1,320            |
| 2003年 | 1,375            |
| 2004年 | 1,398            |
| 2005年 | 1,395            |
| 2006年 | 1,391            |
| 2007年 | 1,429            |
| 2008年 | 1,498            |
| 2009年 | 1,521            |
| 2010年 | 1,502            |
| 2011年 | 1,496            |
| 2012年 | 1,498            |
| 2013年 | 1,533            |
| 2014年 | 1,489            |
| 2015年 | 1,552            |
| 2016年 | 1,619            |
| 2017年 | 1,663            |
| 2018年 | 1,612            |
| 2019年 | 1,565            |
| 2020年 | 1,260            |
| 2021年 | 1,172            |
| 2022年 | 1,253            |

## 車站周邊
此站設有站前廣場，在該處設有白山市出身的詩人加賀千代女的句碑。
2024年3月13日，位於新幹線白山綜合車輛所旁、以介紹新幹線及可眺望車庫和新幹線路軌的新主題館「Train Park白山 （页面存档备份，存于）」正式開業，遊客可以利用本站乘坐收費穿梳巴士或步行約15分鐘前往。
- 金城大學
  - 金城大學短期大學部
- 白山市立笠間中學（日语：白山市立笠間中学校）
- 白山市立松陽小學
- 北陸新幹線白山綜合車輛所（日语：白山総合車両所）及「Train Park白山」

## 相鄰車站
IR石川鐵道
■IR石川鐵道線
美川－加賀笠間－西松任

## 註腳
1. ↑  『振興協にJRが感謝状 加賀笠間駅 見守り10年目』（中日新聞網站，2009年5月9日）
2. ↑  加賀笠間駅周辺の清掃を行いました。 （页面存档备份，存于）2013年8月4日　金城大學
3. ↑   (PDF) (新闻稿). 西日本旅客鉄道／IRいしかわ鉄道／あいの風とやま鉄道. 2017-01-31  [2020-02-01]. （原始内容存档 (PDF)于2019-05-25） （日语）.
4. ↑   (PDF) (新闻稿). あいの風とやま鉄道. 2017-01-31  [2020-02-01]. （原始内容存档 (PDF)于2019-05-25） （日语）.
5. ↑  白山市統計書（令和元年）PDF
6. 1 2 3 4  令和5年度版 白山市統計書 9　運輸・通信
7. ↑  北陸新幹線遊客中心在石川縣啟用 （页面存档备份，存于），共同網，2024年3月13日。

## 外部連結
- 加賀笠間站 - IR石川鐵道 （页面存档备份，存于）（日語）